# Apostolische Präfektur
Eine Apostolische Präfektur ist eine Diözese auf Probe in Missionsgebieten. Die Erhebung zur Präfektur macht aus einer Mission sui juris kirchenrechtlich eine der Diözese gleichstehende Teilkirche (Can. 368 CIC). Bei der Apostolischen Präfektur handelt es sich um eine frühe Vorstufe vor der Erhebung zu einer regulären Diözese. Mitte des 20. Jahrhunderts gab es kaum noch Apostolische Präfekturen. Unter Papst Johannes Paul II. nahm deren Zahl wieder zu.
Eine Präfektur wird von einem Apostolischen Präfekten geleitet, der zwar selten Bischof ist, jedoch entsprechend einem Diözesanbischof die volle Jurisdiktion über das Präfektorialgebiet ausübt. Wenn die Präfektur sich als lebensfähig erweist, wird sie zum Apostolischen Vikariat erhoben und erhält einen Titularbischof als Ordinarius. Der Präfekt trägt die Kleidung und Insignien eines Bischofs, obwohl er die Bischofsweihe noch nicht empfangen hat.
Die Amtsausübung des Apostolischen Präfekten erfolgt nicht in eigener Gewalt, sondern mit ordentlicher, stellvertretender Gewalt im Namen des Papstes. Im Falle der Sedisvakanz wird die Leitung der Teilkirche vom Propräfekten übernommen.

## Bestehende Apostolische Präfekturen
Das Annuario Pontificio führt derzeit folgende Apostolische Präfekturen auf:

### Aserbaidschan
- Apostolische Präfektur Aserbaidschan

### Äthiopien
- Apostolische Präfektur Robe

### China
1. Apostolische Präfektur Ankang
2. Apostolische Präfektur Baojing
3. Apostolische Präfektur Guilin
4. Apostolische Präfektur Hainan
5. Apostolische Präfektur Haizhou
6. Apostolische Präfektur Jiamusi
7. Apostolische Präfektur Jian’ou
8. Apostolische Präfektur Lingling
9. Apostolische Präfektur Linqing
10. Apostolische Präfektur Lintong
11. Apostolische Präfektur Lixian
12. Apostolische Präfektur Qiqihar
13. Apostolische Präfektur Shaowu
14. Apostolische Präfektur Shashi
15. Apostolische Präfektur Shiqian
16. Apostolische Präfektur Suixian
17. Apostolische Präfektur Tongzhou
18. Apostolische Präfektur Tunxi
19. Apostolische Präfektur Weihai
20. Apostolische Präfektur Xiangtan
21. Apostolische Präfektur Xining
22. Apostolische Präfektur Xinjiang
23. Apostolische Präfektur Xinjiang-Urumqi
24. Apostolische Präfektur Xinxiang
25. Apostolische Präfektur Yangzhou
26. Apostolische Präfektur Yiduxian
27. Apostolische Präfektur Yixian
28. Apostolische Präfektur Yueyang
29. Apostolische Präfektur Zhaotong

### Falklandinseln
- Apostolische Präfektur Falklandinseln oder Malwinen

### Kambodscha
1. Apostolische Präfektur Battambang
2. Apostolische Präfektur Kompong-Cham

### Libyen
- Apostolische Präfektur Misurata

### Marshallinseln
- Apostolische Präfektur Marshallinseln

### Mongolei
- Apostolische Präfektur Ulaanbaatar

### Russland
- Apostolische Präfektur Juschno-Sachalinsk

### Westsahara
- Apostolische Präfektur Westsahara

## Nachweise
1. ↑  vgl. c. 371 § 1 CIC
2. ↑  vgl. cc. 134, 368, 381 § 2, 400 § 3 CIC
3. ↑  vgl. Wilhelm Rees: Apostolischer Vikar bzw. Präfekt; in: LThK 1, 878